# Есаул
Есаул (на руски: есаул; на украински: асаул, осаул, асавул, осавул, от тюркски: ясаул) е военна длъжност и чин в казашките войски.
Първоначално се използва като наименование на помощник-военоначалника (помощник-командира) – т.е. за наименование на неговия заместник. Впоследствие става оберофицерски чин в казашките войски. През XIX век есаулът командва казашка сотня (рота или ескадрон) и затова се равнява на руския ранг ротмистър (старши кавалеристки оберофицер) или капитан.

## Длъжност в казашките войски

### В Запорожката войска
Длъжността есаул в казашката Запорожка войска е въведена за първи път през 1578 (1576) година в Запорожката регистрирана войска от краля на Жечпосполита – Стефан Батори. По-късно, между XVII и XVIII век, тази длъжност се разпространява сред казашки войски в пределите на Казашкото хетманство и Слободска Украйна, където есаулът е военен и административен чин, изпълняващ задължения присъщи на адютант.
Разграничавали са се няколко вида есаули:
- генерални,
- войскови,
- полкови,
- сотенни,
- станични,
- походни,
- артилерийски.

Генералният есаул бил помощник на държавния глава на Казашкото хетманство (хетмана). В мирно време задълженията му включвали проверка на казашките полкове, а по време на война няколко полка са под негово командване. При отсъствието на хетман генералният есаул командва цялата войска. Старшият генерален капитан държал боздугана на хетмана – знак на хетманската власт. Длъжността просъществува до 1764 г. – до ликвидирането на Казашкото хетманство.
Войсковият есаул (от XVI век нататък) бил помощник на кошевия атаман. Според йерархията в Запорожата Сеч той се причислявал към старшината и бил четвъртият човек по старшинство. На практика войсковият есаул бил „дясната ръка“ на атмана.
Полковият есаул бил помощник на командира на полка – казашки полковник. В казашкия полк, както обикновено, имало двама полкови есаула.

### В Руската империя
В Руската империя през 1775 г. по императорска наредба, издадена по предложение на княз Потемкин, полковите есаули били установени да се считат за „прилични офицерски звания“ и да бъдат признаяти за оберофицери.
През 1798 г. чинът есаул е приравнен към чина ротмистър – капитан на кавалерия.
След 1884 г., когато званието майор е премахнато в армията, чинът есаул е приравнен към чина капитан и започва да съответства на съвременното звание майор.